# Katarzyna Zachwatowicz-Jasieńska
Joanna Katarzyna Zachwatowicz-Jasieńska (ur. 7 sierpnia 1932 w Klarysewie) – polska śpiewaczka (mezzosopran), nauczycielka.

## Życiorys
Katarzyna Zachwatowicz-Jasieńska uczyła się w Państwowej Średniej Szkole Muzycznej nr 1 w Warszawie w klasie śpiewu Feliksa Rudomskiego. W 1962 uzyskała dyplom artysty muzyka w zakresie teorii na Wydziale I Państwowej Wyższej Szkoły Muzycznej w Warszawie, a w 1973 uzyskała dyplom magistra sztuki na Wydziale Wokalnym Państwowej Wyższej Szkoły Muzycznej we Wrocławiu w klasie Eugeniusza Sąsiadka. Na podstawie dorobku artystycznego i pedagogicznego oraz opracowania Sposoby pracy nad dykcją w nauce śpiewu (recenzentka Alina Bolechowska) otrzymała III stopień specjalizacji w zakresie nauczania śpiewu.
W 1962 w Państwowej Szkole Muzycznej II st. nr 1 w Warszawie została nauczycielką literatury muzycznej, solfeżu, słuchania muzyki dla wokalistów, śpiewu solowego, emisji głosu (dla rytmiczek). Prowadziła także zespoły wokalne. Kształciła w zakresie śpiewu aktorów warszawskich teatrów oraz studentów Państwowej Wyższej Szkoły Teatralnej w Warszawie. Wykładała również na: Wydziale Muzykologii Kościelnej w Akademii Teologii Katolickiej, diecezjalnym Instytucie Szkolenia Organistów, Wyższym Seminarium Duchownym oo. Pallotynów, Seminarium Księży Jezuitów „Bobolanum” oraz na Uniwersytecie Warszawskim. W praktyce dydaktycznej pogłębiała przede wszystkim kwestie związane z dykcją, artykulacją oraz prawidłową wymową polską.
W ramach działalności koncertowej współpracowała m.in. z Filharmonią Narodową, Krakowską, Wrocławską, Warszawskim Towarzystwem Muzycznym, Krajowym Biurem Koncertowym i Związkiem Kompozytorów Polskich. Ze Zdzisławem Skwarą utworzyła specjalizujący się w muzyce średniowiecznej i renesansowej zespół „Canor anticus”, z którym występowała w latach 1970–1980. W latach 1970–1973 nagrała dla Polskiego Radia cykl audycji „O śpiewie, pieśniach i piosenkach”.
Członkini Stowarzyszenia Polskich Artystów Muzyków, Warszawskiego Towarzystwa Muzycznego im. Stanisława Moniuszki, Towarzystwa Muzycznego im. Karola Szymanowskiego oraz Polskiego Stowarzyszenia Pedagogów Śpiewu.

## Życie prywatne
Córka architektów Jana Zachwatowicza oraz Marii z domu Chodźko. Siostra historyczki sztuki i scenografki Krystyny Zachwatowicz. Była pierwszą żoną spikera Ksawerego Jasieńskiego. Mieli dzieci: Michała (ur. 1958) oraz Aleksandrę Ludwikę (1963–2021).

## Wyróżnienia i odznaczenia
- Nagroda III st. Ministra Oświaty i Wychowania (1976)[4]
- Złoty Krzyż Zasługi[4]
- Odznaka „Zasłużony Działacz Kultury” (1987)[4]

## Publikacje książkowe
- Kazimierz Wiśniak, Katarzyna Zachwatowicz-Jasieńska (red.), Co babcia i dziadek śpiewali kiedy byli mali, Wyd. 3, Kraków: Oficyna Wydawnicza Impuls, 2005, ISBN 978-83-7308-448-3 [dostęp 2025-07-11]. Brak numerów stron w książce
- Katarzyna Zachwatowicz-Jasieńska, Polskie belcanto: jak śpiewać dobrze, Kraków: Oficyna Wydawnicza Impuls, 2009, ISBN 978-83-7308-754-5 [dostęp 2025-07-11]. Brak numerów stron w książce